# Diaphus metopoclampus
Il muso lucente (Diaphus metopoclampus) è un pesce abissale della famiglia Myctophidae.

## Distribuzione e habitat
È presente nella fascia subtropicale dell'Oceano Atlantico e nel mar Mediterraneo. Nei mari italiani sembra rara, segnalata solo nel mar Tirreno, in Sardegna ed anche nello stretto di Messina, dove spiaggia di rado, in primavera ed in autunno.
Vive almeno fino ad 800 m di profondità ed ha abitudini pelagiche.

## Descrizione
Anche se, come in tutti i pesci lanterna per una corretta identificazione si devono osservare i caratteri dei fotofori, questa specie appare caratteristica per la grande testa e la sagoma tozza. Sul muso è presente un grande fotoforo a forma di mezzaluna, formato dai Dn e dai Vn fusi assieme, che lo rende assolutamente inconfondibile. Questo organo luminoso si estende anche sotto il grande occhio. Non ci sono ghiandole luminose sul peduncolo caudale. I fotofori sono divisi in due parti uguali da un setto nero.
Il colore è blu-nero con riflessi metallici, gli occhi sono verdi ed il grande fotoforo frontale è biancastro. Può raggiungere i 10 cm.

## Alimentazione
Si ciba di piccoli crostacei planctonici.

## Pesca
Casuale con reti a strascico pelagiche. Non viene venduta sui mercati.